# Розтоківська сільська рада (Косівський район)
| Розтоківська сільська рада — колишній орган місцевого самоврядування у Косівському районі Івано-Франківської області з адміністративним центром у с. Розтоки. Водоймища на території, підпорядкованій даній раді: річка Черемош. Сільській раді підпорядковані населені пункти: - с. Розтоки |

## Склад ради
Рада складається з 16 депутатів та голови.

### Керівний склад ради
| ПІБ                       | Основні відомості                                            | Дата обрання | Дата звільнення |
| ------------------------- | ------------------------------------------------------------ | ------------ | --------------- |
| Влашенець Юрій Михайлович | Сільський голова, 1962 року народження, освіта, безпартійний | 26.03.2006   | 31.10.2010      |
| Данищук Євген Михайлович  | Сільський голова, 1985 року народження, освіта, безпартійний | 31.10.2010   |                 |

Примітка: таблиця складена за даними джерела